# Цитен (Лауенбург)
Цитен (њем. Ziethen) општина је у њемачкој савезној држави Шлезвиг-Холштајн. Једно је од 131 општинског средишта округа Херцогтум Лауенбург. Према процјени из 2010. у општини је живјело 999 становника. Посједује регионалну шифру (AGS) 1053136.

## Географски и демографски подаци
Цитен се налази у савезној држави Шлезвиг-Холштајн у округу Херцогтум Лауенбург. Општина се налази на надморској висини од 48 метара. Површина општине износи 11,2 km². У самом мјесту је, према процјени из 2010. године, живјело 999 становника. Просјечна густина становништва износи 89 становника/km².